# Anton Josipović
Pour les articles homonymes, voir Josipović.
Anton Josipović, né le 22 octobre 1961 à Banja Luka dans l'ancienne Yougoslavie, est un boxeur d'origine croate.

## Carrière
Il remporte la médaille d'or aux Jeux olympiques d'été de 1984 dans la catégorie mi-lourds (-81 kg) pour la Yougoslavie. Josipović passe professionnel en 1990 mais échoue deux fois pour le titre de champion de Croatie des lourds-légers contre Asmir Vojnović.

## Parcours auxJeux olympiques
Jeux olympiques d'été de 1984 à Los Angeles (poids mi-lourds) :
- Bat Markus Bott (Allemagne) aux points 4 à 1
- Bat Georgica Donici (Roumanie) aux points 5 à 0
- Bat Mustapha Moussa (Algérie) aux points 5 à 0
- Bat Kevin Barry (Nouvelle-Zélande) par forfait